# Гено Генов (полковник)
Вижте пояснителната страница за други личности с името Гено Генов.
Гено Костов Генов е български военен деец, полковник, първи командир на Бронираната бригада.

## Биография
Гено Генов е роден на 7 септември 1896 г. в Ловеч. Завършва Военно на Негово Величество училище през 1917 г. Произведен е в чин подпоручик на 1 август 1917 г. Герой от сраженията при Дойран и завоя на р. Черна. Кавалер на орден „За храброст“. От 25 юни 1941 до 1 октомври 1943 е командир на Бронирания полк, а 1 октомври 1943 до 13 септември 1944 – на Бронираната бригада. Уволнен след преврата на 9 септември 1944 г. През октомври 1946 г. е изселен в Троян, а по-късно е задържан от Държавна сигурност и изпратен последователно в концлагерите „Росица“, „Куциян“ и „Богданов дол“. През 1947 г. е осъден от Софийски градски съд по скалъпено обвинение за унищожаване на руски паметник от войната от 1877 – 1878 г. Председателят на съда, завършил в СССР юрист, признава пред адвоката му: „Наредено ми бе да го осъдя“. От януари 1948 г. до март 1954 г. е последователно в Софийския централен затвор, в Старозагорския, Сливенския и Пазарджишкия затвор. Излиза с разбито здраве, с отнето жилище и без пенсия. Оттегля се в Троянския балкан и живее пет години като отшелник. Умира през 1959 г.

## Военни звания
- Подпоручик (17 септември 1917)
- Поручик (30 юни 1919)
- Капитан (1926)
- Майор (6 май 1935)
- Подполковник (6 май 1939)
- Полковник (3 октомври 1942)